# القلعة الشرقية

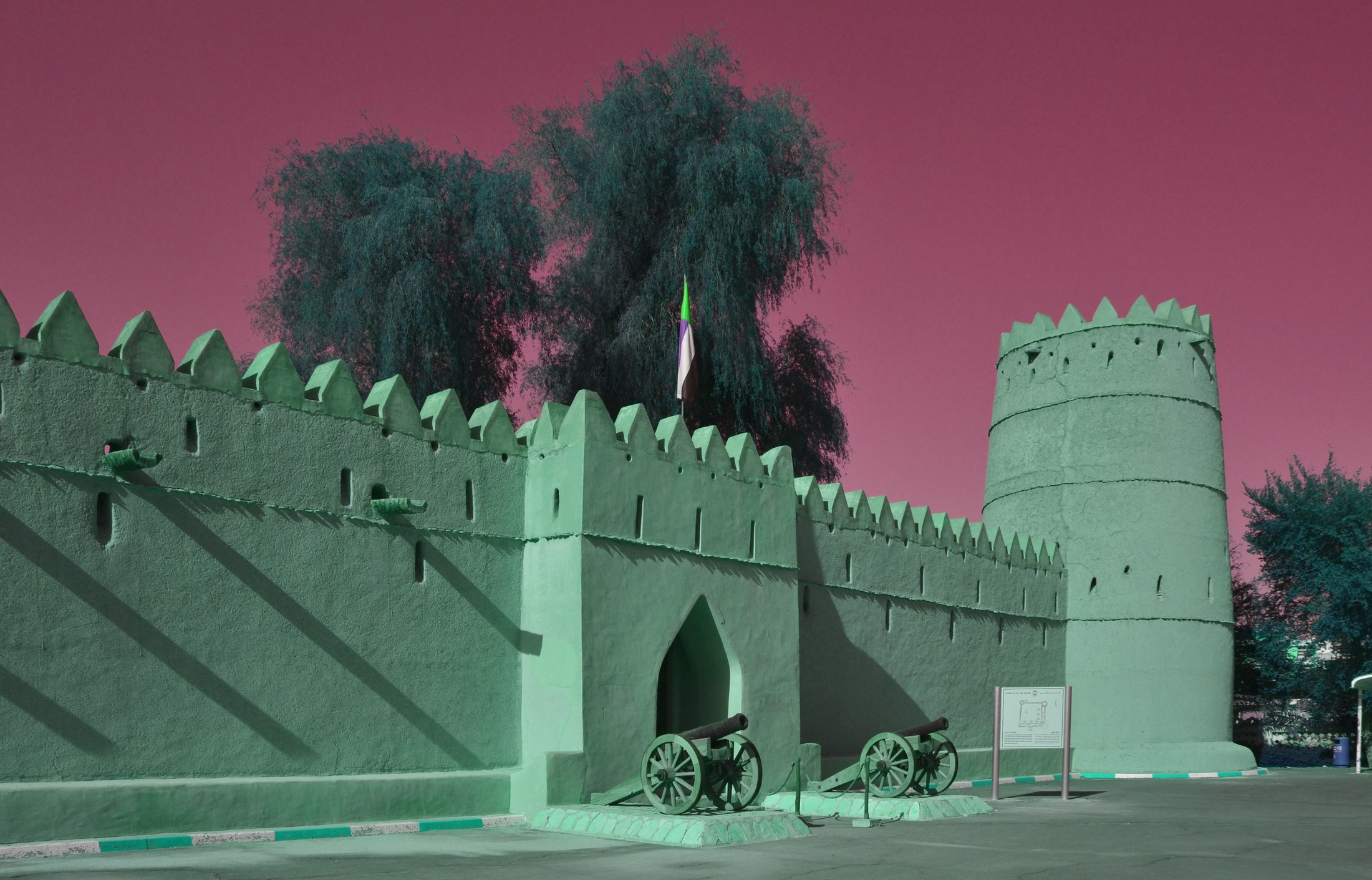
قلعة الشرقية أو قلعة الشيخ سلطان بن زايد

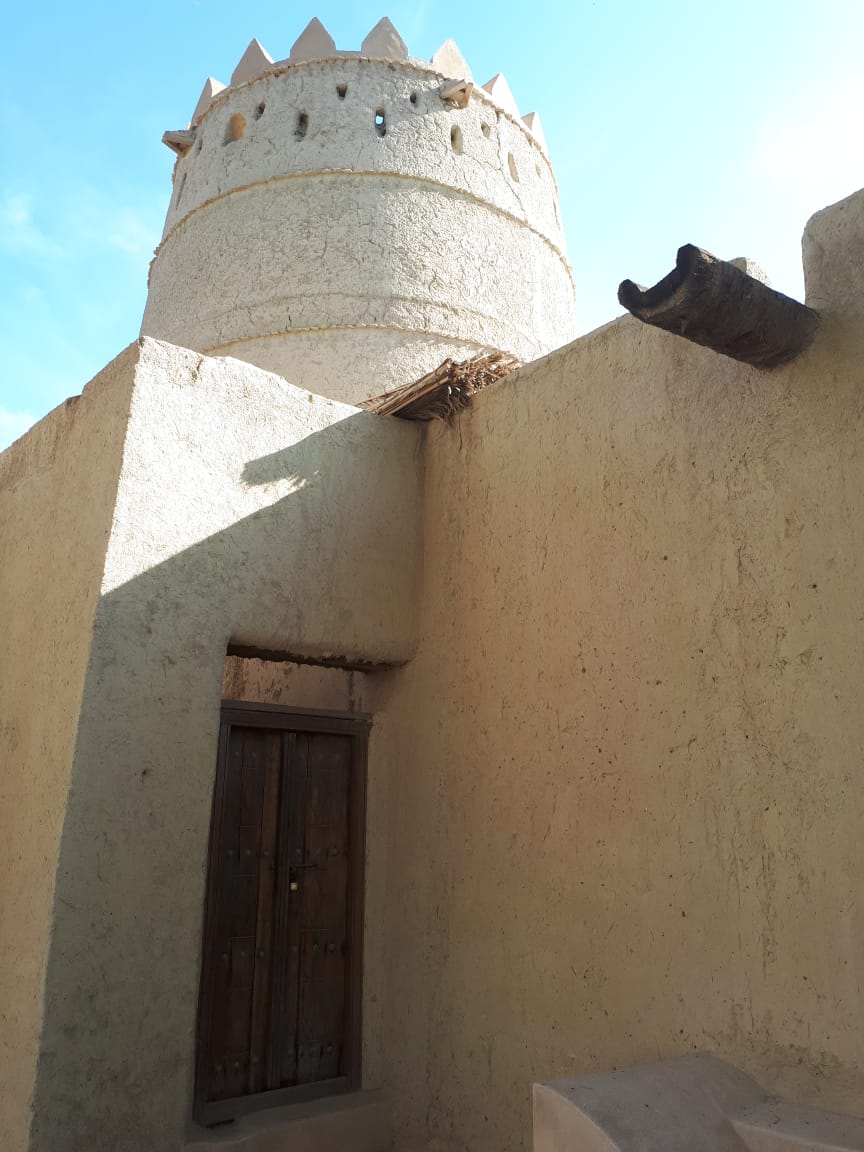
قلعة الشرقية أو قلعة الشيخ سلطان بن زايد

 القلعة الشرقية  في    مدينة العين ، تابعة لـ إمارة أبوظبي في الإمارات العربية المتحدة.
القلعة الشرقية بناها   الشيخ زايد الأول  في عام سنة 1328 للهجرة، وهو  جد صاحب السمو  الشيخ زايد بن سلطان آل نهيان  رئيس دولة الإمارات العربية المتحدة السابق.
يعد هذا الحصن من أروع القلاع والأبنية المحصنة ، ويقع بالقرب من متحف العين الوطني ، وقد تم ترميمه عام 1970 م وأعيد ترميمه مرة أخرى عام 1979  م ، توجد داخل الحصن بئر مياه وغرف عديدة ، وله ثلاثة أبراج أسطوانية الشكل متصلة به ، وأمامه يوجد مدفعان قديمان على عجلات خشبية ، وفي داخله مدفع مماثل.